# Toribio de Castro y Guzmán
Toribio de Castro y Guzmán (Guayaquil, - Ibídem testo el 7 de Noviembre de 1670), fue corregidor de Guayaquil y ocupó otros cargos menores.

## Biografía
Su genealogía empieza con su abuelo  Don Rodrigo de Várgas y Guzmán uno de los conquistadores y fundadores de Guayaquil, padre de Doña Leonor Guzmán y Vargas, guayaquileña casada con el peninsular Don Toribio de Castro Grijuela -el de la mano santa- que fue uno de los principales defensores de la ciudad en época de la invasión del inglés Cavendish, además se le acredita como fundador del astillero que se llamó Tarazana, llegó a ser tan fructífera la empresa que en 1624 en la invasión de Hermite, cuando ya sus hijos estaban al mando del negocio, les quemaron un galeón que valía mas de 75.000 pesos de aquella época escapando el otro al Callao. Tuvo un hermano, José de Castro y Guzmán, comandante general del mar del Sur. 
Fue Maestre de Campo, Segundo Patrón del Vínculo de Punta Arenas, obtuvo certificación de su nobleza y servicios por mandato del Virrey de Guadalcazar, a 18 de septiembre de 1625; Alférez Real Propietario en 1634; Alférez Mayor, Alcalde Ordinario en 1635-1639; el 20 de octubre de 1637 ante el Escribano Lorenzo de Bances León, vendió a Ana de Tovar viuda vecina de esta ciudad, “un solar atrás del Convento de Santo Domingo, que lindaba por la parte de abajo con pedazo de quinta que llaman calle y por la de arriba con solares de la susodicha y por delante con el dicho convento calle en medio y por la espalda el cerro de San Lazaro en 600 pesos de ocho reales”. Padre General de Menores, juez de bienes de difuntos, procurador general, fiel ejecutor, contador y juez oficial de Real Hacienda. 
Casado con Doña Mariana Ponce de León, con quien tuvo hija llamada Doña Isabel Castro. 
Ofreció un terreno a los jesuitas (Iglesia San José) que tiene por linderos (por el norte) los solares del Convento de San  Agustín su calle de en medio que va desde la Marina al Convento de San Francisco y por la otra parte (por el oeste) otra calle que desde aquel paraje va subiendo a esta Iglesia Mayor y por la delantera (por el este) la plazuela y solares del Capitán Andrés Moran de Butron y solares del Capitán Joan Pérez de Vargas.

### Invasión Pirata de Hermite Clerk
Ejercía el cargo de Justicia Mayor de Guayaquil el maestre de campo don Diego de Portugal (1622-1626) a quien se le había avisado de la posible incursión de los piratas holandeses liderados por Hermite Clerk. Se hicieron los preparativos en los cuales aparece Toribio de Castro y su hermano José quienes equiparon a sus expensas, dos fragatillas, que sirvieron para mandar aviso a los pueblos de la costa, traer gente de ellos y vigilar la entrada del golfo. Además llegaron dos compañías de forasteros: una de Quito, y otra de Chimbo, a la que había alojado gratuitamente en sus casas el capitán Toribio de Castro. La primera incursión se dio por una escuadrilla venia comandada por Ghen Huigen, uno de sus principales subalternos, y contaba con quinientos hombres de combate, quienes habían tomado la Isla Puna y asesinado a un fraile mercedario destripándolo y abriéndole la cabeza de una sablazo. La noticia sobre lo sucedido fue traída a Guayaquil por una de las fragatillas del mencionado capitán. Razón por la cual la ciudad pasó en vela. Cuatrocientos eran los asaltantes que navegaron la ría con intención de tomarse la población, aparecieron por las inmediaciones del Puerto de La Marina -Loja y Malecón- donde fueron recibidos a punta de fuego, combate que duró tres horas y vencidos los invasores se retiraron. Hermite que no se daba por vencido en ese mismo año de 1624 en agosto, esta vez encomendó la empresa a un hombre de audacia valor y toda prueba; su segundo, el capitán Gubernat a quien entrego para el efecto la mitad de sus fuerzas. El 25 de agosto aparecieron en el Golfo al mando de 16 embarcaciones de todo tipo, subieron la ría seiscientos hombres cayendo de sorpresa en la mañana del siguiente día, donde los invasores prendieron fuego a las embarcaciones del Capitán Toribio y parte de la ciudad comenzó a incendiarse. La situación era realmente desesperada; sin embargo, don Jose de Castro y Guzman, su hermano Toribio, el Corregidor, y otros capitanes pundonorosos, habían logrado detener a muchos de los que huían, abandonando sus puestos de honor,  y, con los esclavos de los dos primeros, y otros negros y mulatos voluntarios, que se  les agregaron, formaron dos fuertes columnas bien armadas y municionadas, con las que, cubriendo el frente de la Iglesia, se aprestaban a su defensa. Aquí se trabo una verdadera batalla entre todas las fuerzas del pirata que acudieron a ello, y la de los hermanos Castro, cuyas filas se iban engrosando con los que, alentados por el buen ejemplo, reaccionaban en la fuga y volvían al puesto del deber. Cerca de una hora duro esta mortífera contienda; en la plaza habían tendidos muchos cadáveres, no solamente se peleaba con mosquetes y arcabuces, sino que el arma blanca... En el combate cae muerto el líder de esa expedición, Gubernat al pie del muro de La Planchada. Esto provocó el desbande de los invasores para jamás volver. Los hispanos guayaquileños liderados por los hermanos Castro rechazaron pues, heroicamente, a los corsarios holandeses en 1624 pero, la ciudad quedo casi totalmente, reducida a escombros.